# Jana Přibylová (tanečnice)
Jana Přibylová, rozená Kosíková (* 7. srpna 1968, Brno) je česká tanečnice a baletka, bývalá sólistka baletu Národního divadla Brno a choreografka.

## Život
Už od malička měla ráda hudbu, k baletu ji přivedla její trenérka gymnastiky. V letech 1982 až 1986 studovala Taneční konzervatoř v Praze a po absolvování byla hned přijatá do angažmá v Národním divadle Brno. Její první sólová role v tomto divadle byla Swanilda v baletu Coppélia. Od roku 1989 byla Přibylová sólistkou baletu. Národnímu divadlu Brno byla věrná vyjma divadelní sezony 1989/1990, kdy tančila v baletu Opery v Hannoveru. Od sezony 2011/2012 už působí v divadle jako baletní mistryně a s pozicí sólistky se rozloučila 14. září 2014 během slavnostního večera Révérence Janě Přibylové při slavnostním zahájení nové divadelní sezony.
Díky svým bohatým technickým a hereckým dispozicím si zatančila role z klasického i moderního repertoáru, jako byla například Svanilda v Coppélii, Kitri v Donu Quijotovi, Odetta/Odilie v Labutím jezeře, Širín v Legendě o lásce, Mášenka v Louskáčkovi, Líza v Marné opatrnosti, Julie v Romeovi a Julii, Aurora ve Spící krasavici, Zobeida v Šeherezádě, Valencie Zetová ve Veselé vdově. Byla obsazena do titulních rolí v Giselle, Marii Stuartovně a v Natalii aneb Švýcarské mlékařce.

## Ocenění
Dostala prémií Nadace Český literární fond 1993 za titulní roli Natalie a je držitelkou Philip Morris Ballet Flower Award pro nejlepšího baletního umělce v České republice za rok 1996. Několikrát byla nominována cenu Thálie v oboru balet, pantomima a současný tanec, a to za roky 1993, 1996, 2001, 2004 a za rok 2007. Cenu však obdržela za rok 1999 za ztvárnění role Odetty/Odilie v inscenaci Labutí jezero.